# Trapano (singolo)
Trapano è un singolo del rapper italiano MadMan pubblicato il 17 novembre 2017 come primo estratto dal terzo album in studio Back Home.

## Tracce
1. Trapano (prod. Pherro) – 2:54